# Legalise Cannabis Queensland
Legalize Cannabis Queensland (registrado na Comissão Eleitoral de Queensland como Legalize Cannabis Qld (Partido)) é um partido político com sede em Queensland, na Austrália. A LCQ tem uma série de políticas que giram em torno do uso pessoal, médico e industrial da cannabis.
O partido foi formado em 2020 e apresentou 23 candidatos nas eleições estaduais de Queensland nesse ano. Eles receberam mais de 26.000 votos, 0,91% do total de votos de primeira preferência em todo o estado, ganhando mais de 5% dos votos em algumas áreas e 3 - 4% em outras, Ian Zunker recebeu a maior parcela de primeira preferência do partido votos no estado, com 5,51% no eleitorado de Bundaberg.